# Liste de minéraux (lettre C)
Pour un article plus général, voir Liste de minéraux